# 全日食チェーン
全日食チェーン（ぜんにっしょくチェーン）は、全日本食品株式会社（ぜんにっぽんしょくひん、英文社名：ZEN-NIPPON SHOKUHIN CO.,LTD. ）が運営するボランタリー・チェーン。
日本全国の約1,700の商店が加盟する、日本最大級のボランタリー・チェーンである。

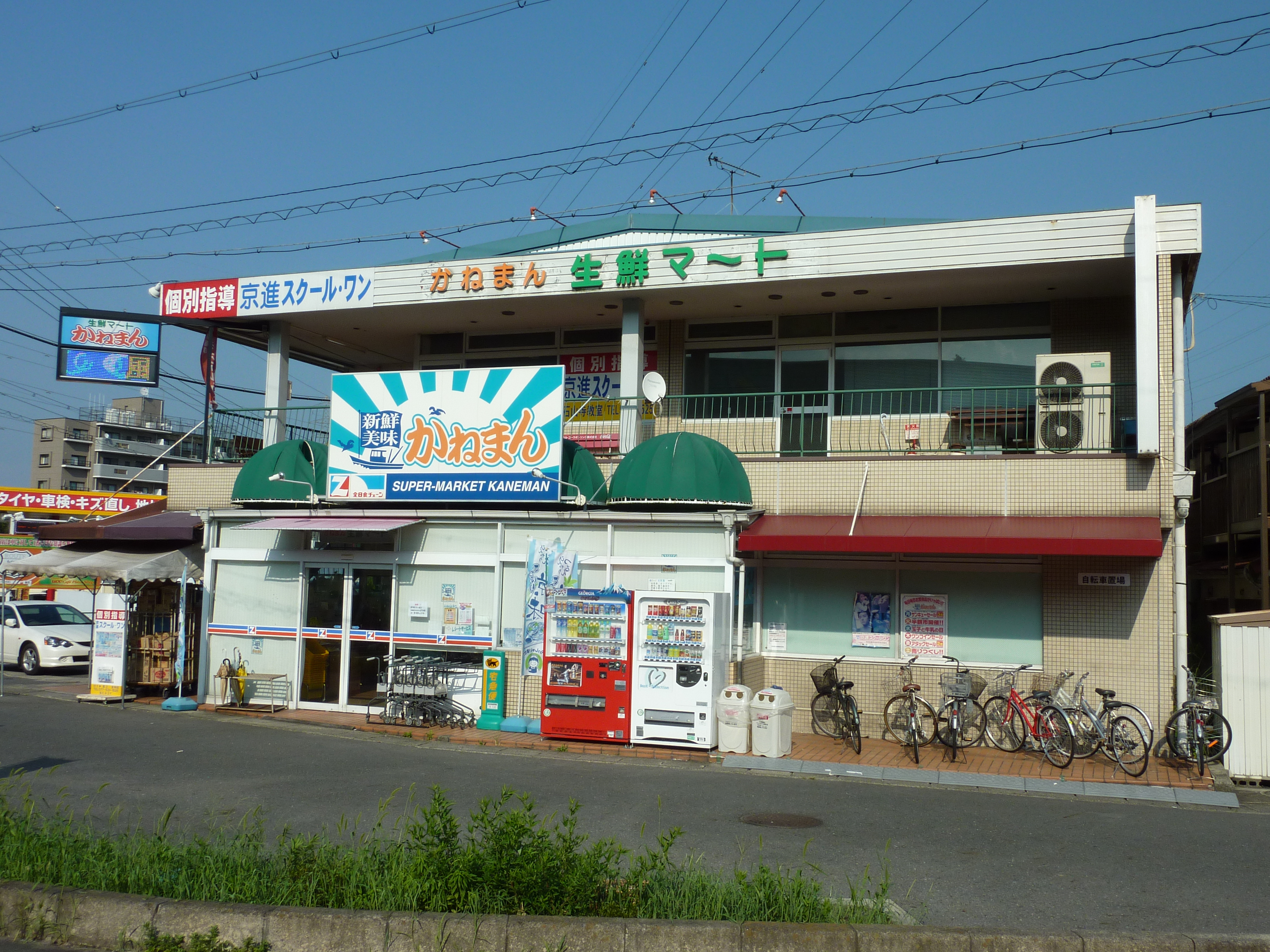
全日食チェーン加盟店の一例　全日食チェーン加盟店の一例
かねまん生鮮マート本店
（滋賀県大津市、2017年8月19日閉店）

2021年4月、オール日本スーパーマーケット協会 (AJS) に正会員Aとして加盟した。

## 沿革
- 1962年5月　東京フード株式会社として会社設立
- 1967年　全日本食品ボランタリーチェーン連合結成
- 1968年　全日本食品株式会社へ商号変更
- 1977年　四国本部開設
- 1979年　北九州地区本部、南九州地区本部開設
- 1980年　東九州地区本部開設 POS導入実験開始
- 1981年　EOSシステム実験開始、道東地区本部、中九州地区本部開設
- 1982年　北海道地区本部開設
- 1984年　POSシステム設置開始
- 1987年　沖縄事業所開設
- 1990年　東北地区本部開設
- 1993年　関西事業本部開設
- 1994年　北陸事業本部、東海事業本部開設
- 1997年　新潟地区本部開設
- 1998年　中国本部開設
- 1999年　島根地区本部開設
- 2000年　長野地区本部開設
- 2003年　地区本部を支社・支店へ呼称変更
- 2006年　関東支社開設
- 2021年4月 オール日本スーパーマーケット協会に正会員Aとして加盟[3][4]。
- 2022年5月 創業60周年を迎える

## 全日食チェーン
ブランド名
- 全日食チェーン
- スーパーマーケット ベル
- ユートピア（四国支社）
- フードショップ
- リカー&フーズ

この他にもフランチャイズ本部が倒産し、個人経営へ移行したコンビニエンスストアの店舗が加盟していることもある（例：Kマート、キャメルマート）。